# Bhavikeri, Ankola
Bhavikeri là một làng thuộc tehsil Ankola, huyện Uttara Kannada, bang Karnataka, Ấn Độ.